# Hontai Yoshin Ryu
Hontai Yōshin Ryū (本體楊心流) är en traditionell japansk jujutsuskola (budo, kampsport). Den är en av få så kallade koryu-stilar som går att träna i Sverige.
Skolan grundades runt 1660 av Takagi Oriemon Shigetoshi (född 2 januari 1635 som Inatobi Umon). Hans far, Inatobi Sanzaemon, blev en natt överfallen och mördad. Umon hämnades sin fars död genom att följa hans lära: "Pilträdet böjer sig, det höga trädet bräcks". Genom att använda denna lära kunde han ta emot fiendens angrepp och besegra honom med en motattack. Efter denna hämnd bytte Umon namn till "Yoshin ryu Takagi Oriemon Shigetoshi" (anspelande på "pilträdets sinne" och det "höga trädets bräcklighet").
18:e Soke Inoue Tsuyoshi Munetoshi lämnade (16 januari 2005) över stormästartiteln till sin son Inoue Kyoichi-Munenori som därmed är den 19:e stormästaren. So-honbu dojo ligger i Imazu, mellan Osaka och Kobe. Hontai Yoshin Ryu har idag åtta "grenar" utanför Japan. Sverige leds i detta fall av huvudinstruktör Olle Borg. I Sverige tränas stilen i Barkarby ju-jutsuklubb.
Kata spelar en central roll i träningen av Hontai Yoshin Ryu. Dessa utförs i par där den ene (uke) utför förbestämda angrepp medan den andre (tori) försvarar sig enligt ett strikt formaliserat mönster. Varje kata inleds och avslutas med ceremoniell hälsning. Det finns kata som utförs utan vapen, och det finns kata som utförs med tantō (kniv), kodachi (kort svärd), tachi (svärd), chobo (1,8 m stav) och hanbo (90 cm stav). Hontai Yoshin Ryu har även en iaijutsu-stil (iaido) som är en rekonstruktion utförd av 18:e Soke, baserad på äldre källor. Den räknas som gendai, dvs. modern. Förutom kata tränas även grundtekniker, (kihon) och tillämpningar i Hontai Yoshin Ryu (HYR).